# Ibrahim (Sure)

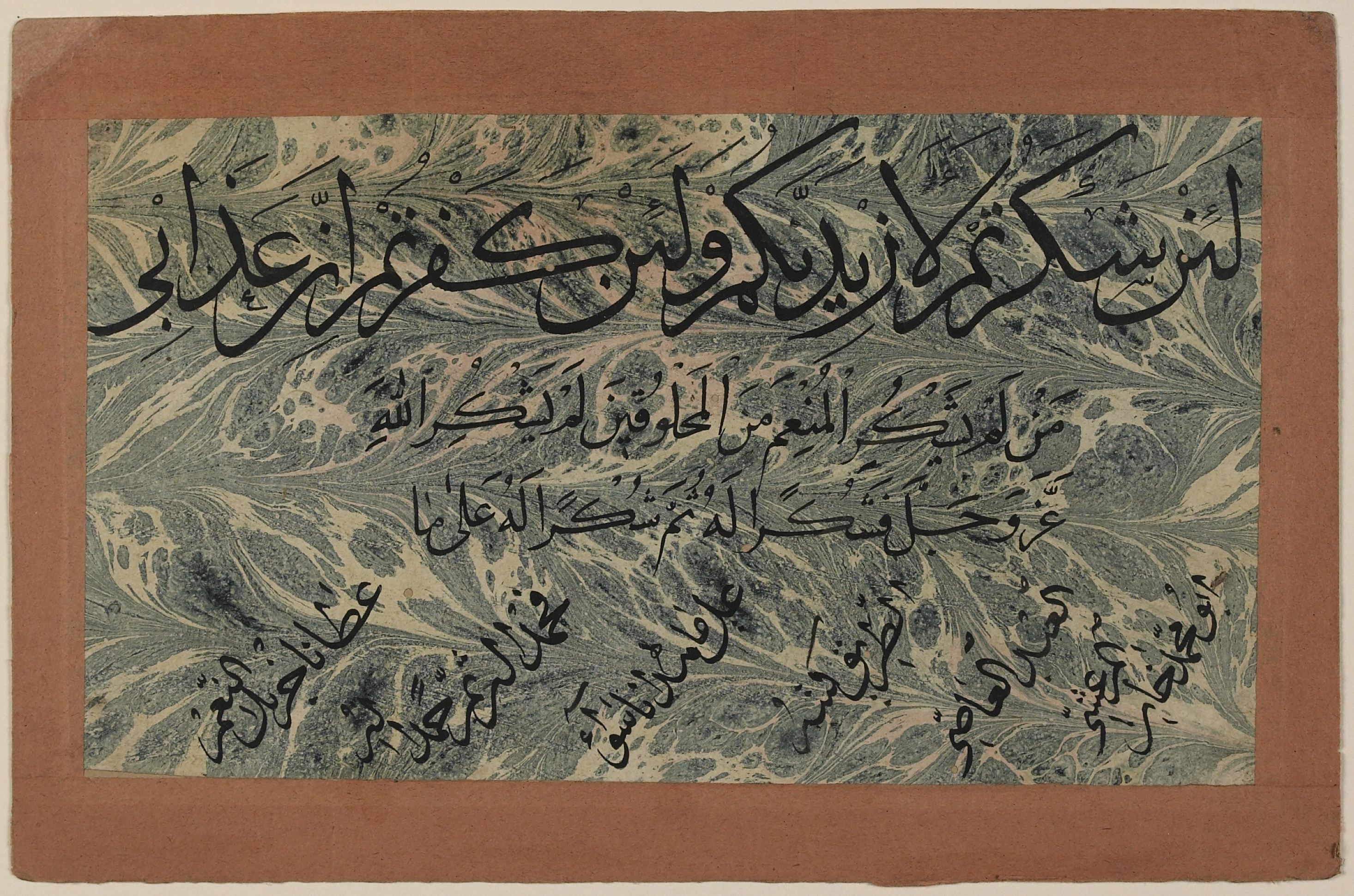
Dieses kalligrafische Fragment enthält oben in Thuluth-Schrift den Koranvers Sure 14:7. Darunter folgen Lobpreisungen Gottes in persischer Nas-chi und Tauqi-Schrift.

Ibrahim (arabisch إبراهيم Ibrāhīm ‚Abraham‘) ist die 14. Sure des Korans, sie enthält 52 Verse. Die Sure gehört zu den Teilen des Korans, die in der dritten mekkanischen Periode offenbart wurden (620–622), also kurz vor der Auswanderung nach Medina. Ihr Titel bezieht sich auf den Vers 35, in dem Abraham erwähnt wird.
Nach der einleitenden Basmala und drei geheimnisvollen Buchstaben besteht die Sure aus einer Reihe verschiedener kurzer Abschnitte. Sie kreisen um das Thema der Sendung und Verkündigung früherer Propheten, den Widerstand der jeweiligen Adressaten der Botschaft, die Bedeutung der Dankbarkeit sowie die Beschreibung Gottes als Richter und Schöpfer. Von vielen muslimischen Autoren wird angenommen, dass sich die Verse 28 bis 30 auf die Niederlage der Mekkaner in der Schlacht von Badr im Jahr 624 beziehen, so dass diese Verse in die medinische Zeit zu datieren wären; aber diese Deutung ist nicht zwingend. In Vers 39 werden Ismael und Isaak als Nachkommen des betagten Abraham genannt, als Antwort auf sein Rufen.